# Pedro Capó

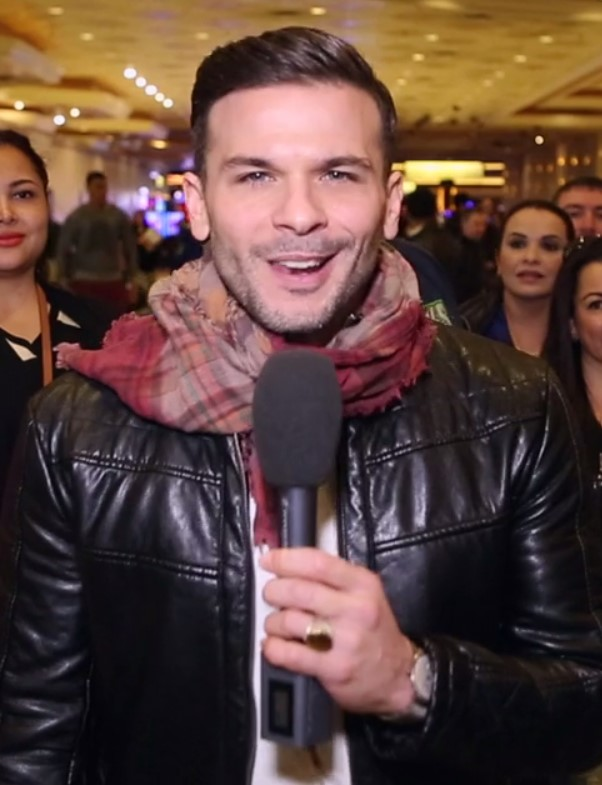
Pedro Capó (2015)

Pedro Capó (* 14. November 1980 in Santurce, San Juan) ist ein puerto-ricanischer Sänger. Bekannt wurde er 2019 mit seinem Song Calma.

## Karriere
In den 1990er Jahren war Pedro Capó Teil der spanischen Band Marka Registrada. Seinen Durchbruch als Solokünstler erzielte er 2009 mit dem gemeinsam mit der Sängerin Thalía aufgenommenen Lied Estoy enamorado, welches in den USA bis in die Top 30 der Billboard Hot Latin Songs aufstieg.
Mit Fuego y amor veröffentlichte er im Dezember 2007 sein Debütalbum. Mit seinem Nachfolgealbum Pedro Capó (2011) erreichte er erstmals die Billboard Top Latin Albums. Seine Alben Aquila (2014) und En letra de otro (2017) schafften es bis in die Top fünf.
Im Juli 2018 veröffentlichte er die Single Calma, welche sich zu einem weltweiten Sommerhit und seinen bis dato größten Erfolg entwickelte. Sie stieg erstmals in die Billboard Hot 100 und erreichte die Top 10 in u. a. Spanien, Österreich und der Schweiz. Ebenso erzielte die Single Tutu (2019) größere Erfolge.
Trotz dieser Singleerfolge verfehlten seine nachfolgenden Alben Munay (2020) und La Neta (2022) die Latin-Charts seiner Heimat.

## Diskografie

### Studioalben
| Jahr | Titel            | Höchstplatzierung, Gesamtwochen, AuszeichnungChartplatzierungen (Jahr, Titel, Platzierungen, Wochen, Auszeichnungen, Anmerkungen) | Höchstplatzierung, Gesamtwochen, AuszeichnungChartplatzierungen (Jahr, Titel, Platzierungen, Wochen, Auszeichnungen, Anmerkungen) | Höchstplatzierung, Gesamtwochen, AuszeichnungChartplatzierungen (Jahr, Titel, Platzierungen, Wochen, Auszeichnungen, Anmerkungen) | Höchstplatzierung, Gesamtwochen, AuszeichnungChartplatzierungen (Jahr, Titel, Platzierungen, Wochen, Auszeichnungen, Anmerkungen) | Höchstplatzierung, Gesamtwochen, AuszeichnungChartplatzierungen (Jahr, Titel, Platzierungen, Wochen, Auszeichnungen, Anmerkungen) | Höchstplatzierung, Gesamtwochen, AuszeichnungChartplatzierungen (Jahr, Titel, Platzierungen, Wochen, Auszeichnungen, Anmerkungen) | Anmerkungen                              |
| Jahr | Titel            | DE | AT | CH | US | Latin | ES | Anmerkungen                              |
| ---- | ---------------- | --- | --- | --- | --- | --- | --- | ---------------------------------------- |
| 2007 | Fuego y amor     | — | — | — | — | — | — | Erstveröffentlichung: 18. Dezember 2007  |
| 2011 | Pedro Capó       | — | — | — | — | Latin58 (3 Wo.)Latin | — | Erstveröffentlichung: 19. September 2011 |
| 2014 | Aquila           | — | — | — | — | Latin3 (25 Wo.)Latin | — | Erstveröffentlichung: 12. August 2014    |
| 2017 | En letra de otro | — | — | — | — | Latin5 (2 Wo.)Latin | — | Erstveröffentlichung: 11. August 2017    |
| 2020 | Munay            | — | — | — | — | Latin— ×4VierfachplatinLatin | ES— PlatinES | Erstveröffentlichung: 17. September 2020 |
| 2022 | La Neta          | — | — | — | — | — | — | Erstveröffentlichung: 2. Dezember 2022   |

### Singles
| Jahr | Titel Album                  | Höchstplatzierung, Gesamtwochen, AuszeichnungChartplatzierungen (Jahr, Titel, Album, Platzierungen, Wochen, Auszeichnungen, Anmerkungen) | Höchstplatzierung, Gesamtwochen, AuszeichnungChartplatzierungen (Jahr, Titel, Album, Platzierungen, Wochen, Auszeichnungen, Anmerkungen) | Höchstplatzierung, Gesamtwochen, AuszeichnungChartplatzierungen (Jahr, Titel, Album, Platzierungen, Wochen, Auszeichnungen, Anmerkungen) | Höchstplatzierung, Gesamtwochen, AuszeichnungChartplatzierungen (Jahr, Titel, Album, Platzierungen, Wochen, Auszeichnungen, Anmerkungen) | Höchstplatzierung, Gesamtwochen, AuszeichnungChartplatzierungen (Jahr, Titel, Album, Platzierungen, Wochen, Auszeichnungen, Anmerkungen) | Höchstplatzierung, Gesamtwochen, AuszeichnungChartplatzierungen (Jahr, Titel, Album, Platzierungen, Wochen, Auszeichnungen, Anmerkungen) | Höchstplatzierung, Gesamtwochen, AuszeichnungChartplatzierungen (Jahr, Titel, Album, Platzierungen, Wochen, Auszeichnungen, Anmerkungen) | Anmerkungen                                                                     |
| Jahr | Titel Album                  | DE | AT | CH | UK | US | Latin | ES | Anmerkungen                                                                     |
| ---- | ---------------------------- | --- | --- | --- | --- | --- | --- | --- | ------------------------------------------------------------------------------- |
| 2009 | Estoy enamorado Primera Fila | — | — | — | — | — | Latin28 (10 Wo.)Latin | — | Erstveröffentlichung: 10. November 2009 mit Thalía                              |
| 2011 | Un minuto Pedro Capó         | — | — | — | — | — | Latin32 (13 Wo.)Latin | — | Erstveröffentlichung: 19. September 2011                                        |
| 2012 | Duele ser infiel Pedro Capó  | — | — | — | — | — | Latin46 (4 Wo.)Latin | — | Erstveröffentlichung: 20. April 2012                                            |
| 2013 | #FiebreDeAmor Aquila         | — | — | — | — | — | Latin43 (6 Wo.)Latin | — | Erstveröffentlichung: 20. August 2013                                           |
| 2014 | Para ayudarte a reir Aquila  | — | — | — | — | — | Latin40 (6 Wo.)Latin | — | Erstveröffentlichung: 1. Juli 2014                                              |
| 2018 | Calma Munay                  | DE33 Gold · (16 Wo.)DE | AT8 Gold · (22 Wo.)AT | CH2 ×4Vierfachplatin · (46 Wo.)CH | UK— SilberUK | — | Latin— ×2DoppelplatinLatin | — | Erstveröffentlichung: 20. Juli 2018 Verkäufe: + 2.218.333                       |
| 2018 | Calma (Remix) Munay          | — | — | — | — | US71 (20 Wo.)US | Latin3 ×2×5Doppeldiamant + Fünffachplatin · (47 Wo.)Latin                                                                                | ES2 ×7Siebenfachplatin · (64 Wo.)ES | Erstveröffentlichung: 5. Oktober 2018 mit Farruko; Verkäufe: + 2.225.000        |
| 2019 | Tutu Por primera vez         | — | — | — | — | — | Latin16 Diamant · (20 Wo.)Latin | ES8 ×3Dreifachplatin · (29 Wo.)ES | Erstveröffentlichung: 9. August 2019 mit Camilo; Verkäufe: + 1.888.000          |
| 2019 | Tutu (Remix) –               | — | — | — | — | — | — | ES98 Gold · (1 Wo.)ES | Erstveröffentlichung: 15. Oktober 2019 mit Camilo & Shakira; Verkäufe: + 30.000 |
| 2022 | La Fiesta La Neta            | — | — | — | — | — | Latin— GoldLatin | ES31 ×2Doppelplatin · (18 Wo.)ES | Erstveröffentlichung: 29. April 2022 Verkäufe: + 220.000                        |

Weitere Singles
- 2008: Valió la pena
- 2009: Vamos a huir
- 2009: Un poquito más
- 2010: Si tu me lo pides (feat. Kany García)
- 2012: La vida va
- 2015: Vivo
- 2015: Libre
- 2015: Todo me recuerda a ti
- 2017: Azúcar amargo
- 2018: Las luces
- 2018: Te olvidaré (feat. Mya)
- 2019: Como lo hiciste ayer (feat. Icon & Reykon)
- 2019: Quédate (mit Debi Nova)
- 2020: Perdiendo la cabeza (mit Carlos Rivera & Becky G, Remix mit Monsieur Periné, ES: )
- 2020: Buena suerte
- 2020: Dulce y salado
- 2020: La sábana y los pies
- 2021: Gracias (US: Gold (Latin))
- 2022: Casualidad (mit Sofía Reyes, ES: Gold)

### Als Gastmusiker
| Jahr | Titel Album           | Höchstplatzierung, Gesamtwochen, AuszeichnungChartplatzierungen (Jahr, Titel, Album, Platzierungen, Wochen, Auszeichnungen, Anmerkungen) | Höchstplatzierung, Gesamtwochen, AuszeichnungChartplatzierungen (Jahr, Titel, Album, Platzierungen, Wochen, Auszeichnungen, Anmerkungen) | Höchstplatzierung, Gesamtwochen, AuszeichnungChartplatzierungen (Jahr, Titel, Album, Platzierungen, Wochen, Auszeichnungen, Anmerkungen) | Höchstplatzierung, Gesamtwochen, AuszeichnungChartplatzierungen (Jahr, Titel, Album, Platzierungen, Wochen, Auszeichnungen, Anmerkungen) | Höchstplatzierung, Gesamtwochen, AuszeichnungChartplatzierungen (Jahr, Titel, Album, Platzierungen, Wochen, Auszeichnungen, Anmerkungen) | Höchstplatzierung, Gesamtwochen, AuszeichnungChartplatzierungen (Jahr, Titel, Album, Platzierungen, Wochen, Auszeichnungen, Anmerkungen) | Anmerkungen                                                                            |
| Jahr | Titel Album           | DE | AT | CH | US | Latin | ES | Anmerkungen                                                                            |
| ---- | --------------------- | --- | --- | --- | --- | --- | --- | -------------------------------------------------------------------------------------- |
| 2017 | Almost Like Praying – | — | — | — | US20 (1 Wo.)US | Latin3 (3 Wo.)Latin | — | Erstveröffentlichung: 6. Oktober 2017 Lin-Manuel Miranda feat. Artists for Puerto Rico |

Weitere Gastbeiträge
- 2015: El aprendiz (Samo feat. Pedro Capó)
- 2015: Volar (Jenny Roca feat. Pedro Capó)
- 2017: Grita al cielo (Gustavo Galindo feat. Pedro Capó)
- 2018: Isla bendita (als Teil von Unidos por Puerto Rico)
- 2018: Suspendidos en el tiempo (Alex Cuba feat. Pedro Capó)
- 2020: Algo le pasa a mi héroe 2020 (Un regalo a papá) (Victor Manuelle feat. Tommy Torres, Kany García, Pedro Capó, Gilberto Santa Rosa & Noel Schajris)
- 2020: Color Esperanza 2020 (Various Artists, Benefizsingle, ES: Platin)

## Auszeichnungen für Musikverkäufe
| Goldene Schallplatte - Belgien - 2019: für die Single Calma - Ecuador - 2019: für die Single Tutu - Kanada - 2019: für die Single Calma - Kolumbien - 2018: für die Single Calma (Remix) - Mexiko - 2024: für die Single La Fiesta - 2025: für die Single Calma - Peru - 2022: für die Single Casualidad - Portugal - 2022: für die Single Tutu - Ungarn - 2020: für das Album Munay Platin-Schallplatte - Brasilien - 2020: für das Album Munay - 2020: für die Single Calma - Chile - 2023: für die Single Tutu - Kanada - 2020: für die Single Calma (Remix) - Kolumbien - 2019: für die Single Calma - Portugal - 2019: für die Single Calma - Vereinigte Staaten - 2021: für die Single Perdiendo la cabeza (Latin) | 3× Goldene Schallplatte - Mexiko - 2021: für das Album Munay 2× Platin-Schallplatte - Peru - 2020: für das Album Munay 3× Platin-Schallplatte - Brasilien - 2024: für die Single Tutu - Mexiko - 2025: für die Single Tutu - Polen - 2021: für die Single Calma 4× Platin-Schallplatte - Italien - 2019: für die Single Calma - Kolumbien - 2020: für das Album Munay - Mexiko - 2024: für die Single Perdiendo la cabeza 9× Goldene Schallplatte - Mexiko - 2024: für die Single Color Esperanza 2020 | Diamantene Schallplatte - Argentinien - 2020: für das Album Munay - Brasilien - 2020: für die Single Calma (Remix) - Frankreich - 2019: für die Single Calma 2× Diamantene Schallplatte - Mexiko - 2025: für die Single Tutu 4× Diamantene Schallplatte - Mexiko - 2025: für die Single Calma |

Anmerkung: Auszeichnungen in Ländern aus den Charttabellen bzw. Chartboxen sind in ebendiesen zu finden.
| Land/RegionAuszeichnungen für Musikverkäufe (Land/Region, Auszeichnungen, Verkäufe, Quellen) | Silber  | Gold       | Platin       | Diamant       | Verkäufe  | Quellen             |
| -------------------------------------------------------------------------------------------- | ------- | ---------- | ------------ | ------------- | --------- | ------------------- |
| Argentinien (CAPIF)                                                                          | —       | —          | —            | Diamant1      | 135.000   | Einzelnachweise     |
| Belgien (BRMA)                                                                               | —       | Gold1      | —            | —             | 20.000    | ultratop.be         |
| Brasilien (PMB)                                                                              | —       | —          | 5× Platin5   | Diamant1      | 360.000   | pro-musicabr.org.br |
| Chile (IFPI)                                                                                 | —       | —          | Platin1      | —             | 200.000   | profovi.cl          |
| Deutschland (BVMI)                                                                           | —       | Gold1      | —            | —             | 200.000   | musikindustrie.de   |
| Ecuador (SOPROFON)                                                                           | —       | Gold1      | —            | —             | 3.000     | Einzelnachweise     |
| Frankreich (SNEP)                                                                            | —       | —          | —            | Diamant1      | 333.333   | snepmusique.com     |
| Italien (FIMI)                                                                               | —       | —          | 4× Platin4   | —             | 200.000   | fimi.it             |
| Kanada (MC)                                                                                  | —       | Gold1      | Platin1      | —             | 120.000   | musiccanada.com     |
| Kolumbien (ASINCOL)                                                                          | —       | Gold1      | 5× Platin5   | —             | 55.000    | Einzelnachweise     |
| Mexiko (AMPROFON)                                                                            | —       | 4× Gold4   | 12× Platin12 | 6× Diamant6   | 2.670.000 | amprofon.com.mx     |
| Österreich (IFPI)                                                                            | —       | Gold1      | —            | —             | 15.000    | ifpi.at             |
| Peru (UNIMPRO)                                                                               | —       | Gold1      | 2× Platin2   | —             | 15.000    | Einzelnachweise     |
| Polen (ZPAV)                                                                                 | —       | —          | 3× Platin3   | —             | 60.000    | olis.pl             |
| Portugal (AFP)                                                                               | —       | Gold1      | Platin1      | —             | 15.000    | Einzelnachweise     |
| Schweiz (IFPI)                                                                               | —       | —          | 4× Platin4   | —             | 80.000    | hitparade.ch        |
| Spanien (Promusicae)                                                                         | —       | 3× Gold3   | 14× Platin14 | —             | 910.000   | elportaldemusica.es |
| Ungarn (MAHASZ)                                                                              | —       | Gold1      | —            | —             | 1.000     | Einzelnachweise     |
| Vereinigte Staaten (RIAA)                                                                    | —       | 2× Gold2   | 12× Platin12 | 3× Diamant3   | 2.580.000 | riaa.com            |
| Vereinigtes Königreich (BPI)                                                                 | Silber1 | —          | —            | —             | 200.000   | bpi.co.uk           |
| Insgesamt                                                                                    | Silber1 | 18× Gold18 | 64× Platin64 | 12× Diamant12 |           |                     |